# Nuggets: Original Artyfacts from the First Psychedelic Era, 1965–1968
Nuggets: Original Artyfacts from the First Psychedelic Era, 1965–1968 is een compilatiealbum van garagerock- en psychedelische-rocksingles, die in de periode van 1965 tot 1968 in de Verenigde Staten waren uitgegeven. Het werd samengesteld door Jac Holzman (oprichter van Elektra Records) en Lenny Kaye (later lid van de Patti Smith Group). Het werd door Elektra als dubbelalbum uitgegeven in 1972, opnieuw uitgegeven door Sire Records in 1976 en als boxset (met vier cd's) in 1998. Muziektijdschrift Rolling Stone zette Nuggets in 2003 op de 196ste plaats in hun lijst van de vijfhonderd beste albums aller tijden.

## Tracklist
| Nr. | Titel                                | Schrijver(s)                                    | Uitvoerend artiest  | Duur |
| --- | ------------------------------------ | ----------------------------------------------- | ------------------- | ---- |
| 1.  | I Had Too Much to Dream (Last Night) | Annette Tucker, Nancie Mantz                    | The Electric Prunes | 3:02 |
| 2.  | Dirty Water                          | Ed Cobb                                         | The Standells       | 2:50 |
| 3.  | Night Time                           | Bob Feldman, Jerry Goldstein, Richard Gottehrer | The Strangeloves    | 2:35 |
| 4.  | Lies                                 | Beau Charles, Buddy Randell                     | The Knickerbockers  | 2:46 |
| 5.  | Respect                              | Otis Redding                                    | The Vagrants        | 2:17 |
| 6.  | A Public Execution                   | Knox Henderson, Ronnie Weiss                    | Mouse               | 3:02 |
| 7.  | No Time Like the Right Time          | Al Kooper                                       | The Blues Project   | 2:49 |

| Nr. | Titel                | Schrijver(s)                                                   | Uitvoerend artiest       | Duur |
| --- | -------------------- | -------------------------------------------------------------- | ------------------------ | ---- |
| 1.  | Oh Yeah              | Ellas McDaniel                                                 | Shadows of Knight        | 2:51 |
| 2.  | Pushin' Too Hard     | Richard Marsh                                                  | The Seeds                | 2:39 |
| 3.  | Moulty               | Barbara Baer, Douglas Morris, Eliot Greenberg, Robert Schwartz | The Barbarians           | 2:37 |
| 4.  | Don't Look Back      | William McCord                                                 | The Remains              | 2:45 |
| 5.  | An Invitation to Cry | Alan Gordon, James Woods                                       | The Magicians            | 2:59 |
| 6.  | Liar, Liar           | Dennis Craswell, Jim Donna                                     | The Castaways            | 1:56 |
| 7.  | You're Gonna Miss Me | Roky Erickson                                                  | The 13th Floor Elevators | 2:31 |

| Nr. | Titel                | Schrijver(s)                                                        | Uitvoerend artiest         | Duur |
| --- | -------------------- | ------------------------------------------------------------------- | -------------------------- | ---- |
| 1.  | Psychotic Reaction   | Craig Atkinson, John Byrne, John Michalski, Kenn Ellner, Roy Chaney | Count Five                 | 3:09 |
| 2.  | Hey Joe              | Billy Roberts                                                       | The Leaves                 | 2:53 |
| 3.  | Romeo & Juliet       | Bob Hamilton, Fred Gorman                                           | Michael and the Messengers | 2:02 |
| 4.  | Sugar and Spice      | Fred Nightingale                                                    | The Cryan' Shames          | 2:33 |
| 5.  | Baby Please Don't Go | Big Joe Williams                                                    | The Amboy Dukes            | 5:41 |
| 6.  | Tobacco Road         | John D. Loudermilk                                                  | Blues Magoos               | 4:44 |

| Nr. | Titel                                           | Schrijver(s)                              | Uitvoerend artiest       | Duur |
| --- | ----------------------------------------------- | ----------------------------------------- | ------------------------ | ---- |
| 1.  | Let's Talk About Girls                          | Manny Freiser                             | The Chocolate Watch Band | 2:45 |
| 2.  | Sit Down, I Think I Love You                    | Stephen Stills                            | The Mojo Men             | 2:25 |
| 3.  | Run, Run, Run (B-kant van "No Return" uit 1967) | Arthur Resnick, Joey Levine, Kris Resnick | The Third Rail           | 1:57 |
| 4.  | My World Fell Down                              | Geoff Stephens, John Carter               | Sagittarius              | 3:52 |
| 5.  | Open My Eyes                                    | Todd Rundgren                             | Nazz                     | 2:47 |
| 6.  | Farmer John                                     | Dewey Terry, Don Harris                   | The Premiers             | 2:29 |
| 7.  | It's-a-Happening                                | David Rice, Sonny Casella                 | The Magic Mushrooms      | 2:47 |